# Germanostomus pectopteri
Germanostomus pectopteri è un pesce osseo estinto, appartenente ai pachicormiformi. Visse nel Giurassico inferiore (Toarciano, circa 183 - 182 milioni di anni fa) e i suoi resti fossili sono stati ritrovati in Europa.

## Descrizione
Questo pesce era di grandi dimensioni e poteva superare il metro di lunghezza. Possedeva una testa piuttosto allungata, così come la mandibola. Le pinne pettorali erano grandi e a forma di "D" rovesciata, con il margine dritto in posizione posteriore. La colonna vertebrale era poco ossificata, con semplici archi neurali ed emali che si articolavano sulla notocorda. La pinna caudale era omocerca e profondamente biforcuta, con una placca ipurale profonda, un ampio scudo dorsale e una carena squamosa (composta da almeno dieci scaglie) prominente sul peduncolo caudale. Le scaglie erano ridotte e di forma romboidale. 
All'interno di un esemplare di Germanostomus si è conservato anche il tratto digerente: l'intestino era diritto, con curvatura sigmoidea e una regione anteriore più profonda rispetto a quella posteriore. La parte posteriore dell'intestino era composta da una valvola a spirale allungata posta vicino all'ano con un minimo di 16 rotazioni.

## Classificazione
Germanostomus è un membro dei pachicormiformi, un gruppo di pesci attinotterigi considerati alla base dei teleostei. In particolare, Germanostomus è considerato un rappresentante basale del gruppo di Pachycormidae sospensivori, più derivato di Pachycormus e Saurostomus ma meno derivato di Ohmdenia e di Asthenocormus.
Germanostomus pectopteri venne descritto per la prima volta nel 2022, sulla base di resti fossili precedentemente attribuiti a Pachycormus e provenienti dalla zona di Holzmaden nel Baden-Württemberg in Germania.